# Ophiactis resiliens
Ophiactis resiliens är en ormstjärneart som beskrevs av George Richard Lyman 1879. Ophiactis resiliens ingår i släktet Ophiactis och familjen bandormstjärnor. Inga underarter finns listade i Catalogue of Life.